# Euproctis immaculata
Euproctis immaculata är en fjärilsart som beskrevs av Moore 1884. Euproctis immaculata ingår i släktet Euproctis och familjen tofsspinnare. Inga underarter finns listade i Catalogue of Life.